# تپه چقا بل
تپه چقا بل مربوط به دوره اشکانیان - دوره ساسانیان است و در شهرستان خرم‌آباد، بخش چغلوندی، دهستان بیرانوند جنوبی، روستای چغابل واقع شده و این اثر در تاریخ ۲۸ اسفند ۱۳۸۵ با شمارهٔ ثبت ۱۸۵۳۹ به‌عنوان یکی از آثار ملی ایران به ثبت رسیده است.

## تاریخچه
در گذشته دور (تا حدود ۱۰۰ سال پیش)، آثار قلعه ای که در اطراف تپه چقابل (روستای بایمدر) وجود داشته، دیده می‌شد و به گفته بزرگان محل، آثار آن وجود دارد.
این تپه بنا به گفتهٔ بزرگانی که اکنون در قید حیات نیستند، دو ورودی داشته (محل آنها محفوظ) که یکی از ورودی‌ها قبلاً باز بوده و نسیمی که از تونل ورودی آن می‌وزیده چراغهای گردسوز قدیمی را خاموش می‌کرده است و سرانجام به چاه عمیقی می‌رسیده که عمق آن را قدما به دلیل امکانات نامحدود آن زمان، نتوانستند مشخص کنند که احتمال زیاد تله محسوب می‌شده. به احتمال قوی این تپه چیزی شبیه بانک شاهی بوده است و به تپه‌های تدفین یا نظامی شبیه نیست.
در اطراف این تپه، قبرهای گبر وجود دارد.